# Glasau

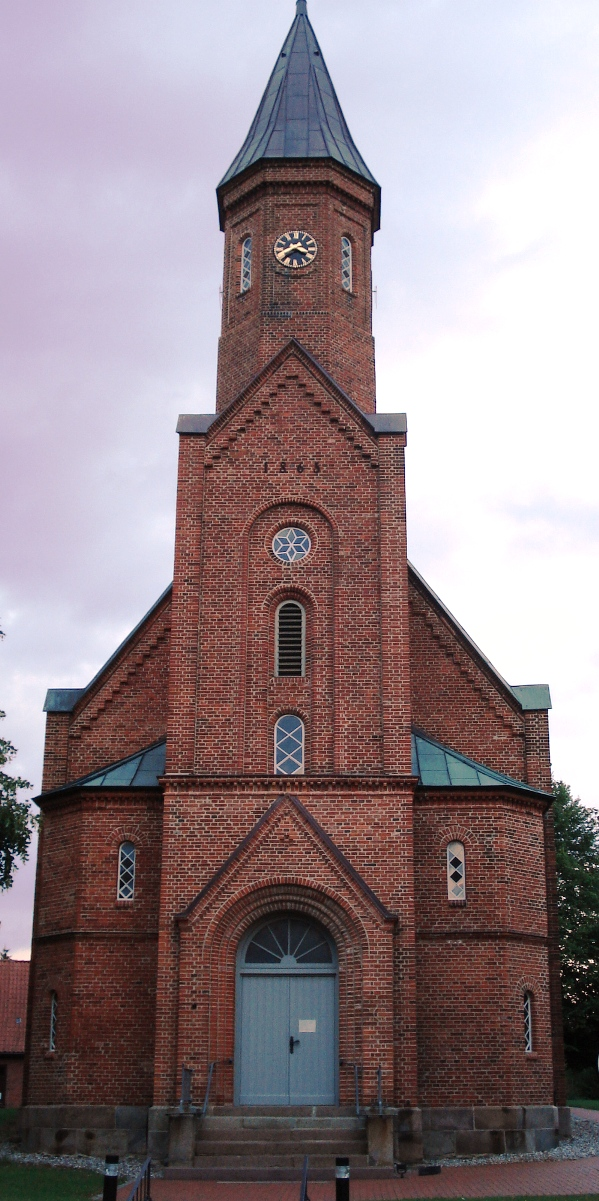
Die Kirche von Sarau

Glasau ist eine Gemeinde im Kreis Segeberg in Schleswig-Holstein. Die Gemeinde ist benannt nach dem Gut Glasau. In Sarau, dem größten Dorf der Gemeinde, wohnt ungefähr die Hälfte der Einwohner. Andere Siedlungen sind Neuglasau, Kiekbuschkamp, Kambeck, Altenweide und Neuenweide, Hohfeld, Bökenberg, Ziegelei und Jeshop.

## Geschichte
In der Nähe der Gemeinde war vom 27. März bis 5. Mai 1945 ein Außenlager des KZ Neuengamme. Das Lager ist als Nummer 466 im Verzeichnis der Konzentrationslager und ihrer Außenkommandos gelistet.

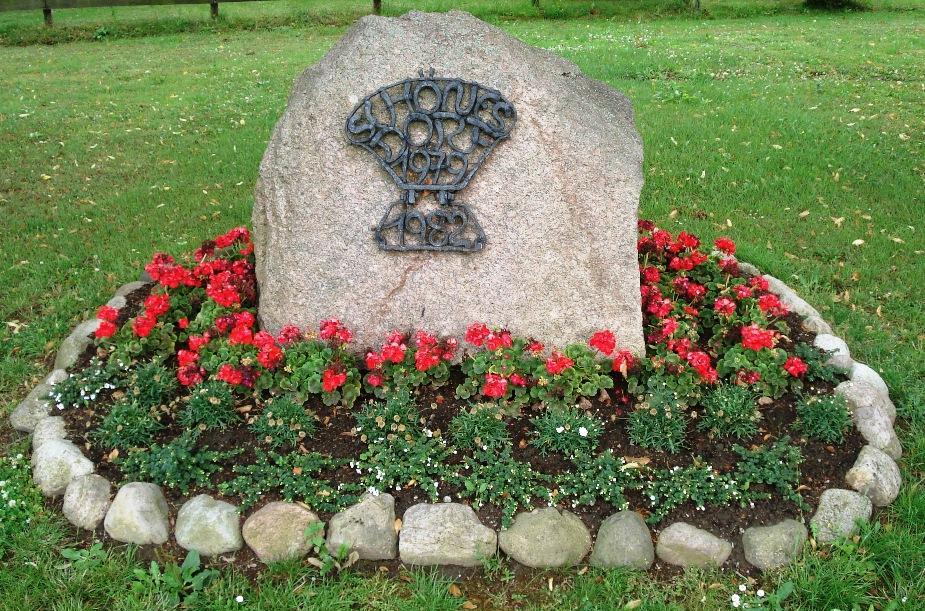
Gedenkstein an den Kreissieg im Wettbewerbes „Schönes Dorf“ 1979 und 1982

In den Jahren 1979 und 1982 wurde die Gemeinde Kreissieger im Wettbewerb Unser Dorf soll schöner werden.

## Geografie
Glasau liegt etwa zehn Kilometer südwestlich von Eutin und 18 Kilometer nordöstlich von Bad Segeberg in der Holsteinischen Schweiz.

## Politik

### Gemeindevertretung
Bei der Kommunalwahl am 14. Mai 2023 wurden insgesamt elf Sitze vergeben. Von diesen erhielt die Wählergemeinschaft Glasau-Sarau sechs Sitze und die CDU fünf Sitze.

### Wappen
Blasonierung: „In Grün eine silberne Deichsel, lediglich im oberen Winkel bis zum Schildhaupt reichende rote Flammen in Silber, im rechten Winkel zwei silberne Steine, im linken Winkel ein wachsender goldener Krummstab.“

## Infrastruktur
Südlich von Glasau verläuft die Bundesstraße 432 von Bad Segeberg nach Scharbeutz, nördlich die Bundesstraße 76 von Eutin nach Plön.

## Sehenswürdigkeiten
In der Liste der Kulturdenkmale in Glasau stehen die in der Denkmalliste des Landes Schleswig-Holstein eingetragenen Kulturdenkmale.
Das Gut Glasau, dessen Herrenhaus 1912 im englischen Stil errichtet wurde, befindet sich im Besitz der Familie von Hoff und wird als landwirtschaftlicher Betrieb genutzt.
Die Sarauer Kirche ist die zweite Kirche an dem Standort und entstand nach 1629, der Turm entstand 1865. Es handelt sich um eine aus rotem Backstein errichtete einschiffige Saalkirche von etwa 35 m Länge und etwa 15 m Breite.
Die Thing-Eiche Sarau befindet sich an dem vor 1109 als Thing-Stätte genutzten Platz, an dem später die Sarauer Kirche errichtet wurde, und wird durch einen Stein mit der Inschrift „Thinkplatz vor 1109“ markiert.